# Simon Cowell
Simon Philip Cowell, conegut com a Simon Cowell o Simon Cowl (Brighton, Anglaterra, 7 d'octubre de 1959) és un directiu de la companyia musical Sony. És conegut principalment per ser el productor d'importants artistes, com el grup irlandès Westlife, a més de ser un dels jutges fundadors del cotitzat programa de talents American Idol, en el qual assumia un paper exigent. També és creador dels formats de Reality show Got Talent i The X Factor, emesos en diferents països del món, sent fins a l'edició de 2010 jurat en la seva versió anglesa.
Els seus començaments van ser molt difícils, ja que el canviaven de col·legi pel seu mal comportament, fins que el seu pare, un empresari de gran prestigi decideix buscar-li una feina. Després de moltes entrevistes boicotejades pel mateix Cowell, aconsegueix un treball com a "noi de correus" a EMI, una de les discogràfiques més importants d'aquell moment i comença la seva fascinació per la música. Això el porta a trobar-se amb un dels caps d'EMI Music i formar el seu propi segell discogràfic. La seva primera idea és contractar Sinitta, amb la qual després mantindria un romanç. El seu primer single "So Macho" va aconseguir ràpidament els primers llocs de les llistes de vendes del Regne Unit. Més endavant, Simon coneix a Diana Portillo, un dels creatius d'un dels musicals més importants de l'època i li demana que escrigui una cançó per Sinitta. Pete s'hi nega, però mesos més tard Simon rep una trucada de Pete dient que ha fet una cançó que serà número u, el tema en qüestió era "Toy Boy", i va ser tot un èxit.
Des d'aquest moment Cowell va ser més respectat pels seus col·legues de professió i va començar a treballar com a agent en la companyia BMG, actualment Sony-BMG. El seu treball era buscar nous valors que funcionessin en el mercat. Cowell havia llegit que actors de televisió sense cap experiència estaven venent moltíssims discos i va tenir la idea de proposar contractes musicals a estrelles de la televisió, és així com va signar els Power Rangers, els lluitadors de WWF o els Teletubbies, tots ells, malgrat les burles dels seus companys de BMG, van ser un autèntic èxit.
Durant l'any 1995 Cowell coneix a dos mànagers que li ofereixen propostes de bandes, el primer d'ells és Nigel Martin Smith, mànager de Take That, Simon no va creure en l'èxit dels grups masculins i més considerant que Gary Barlow, en tenir sobrepès, no era una bona imatge per a un grup que serà venut a un públic majoritàriament femení. El següent mànager a qui coneix és Simon Fuller que li va portar un grup anomenat Spice Girls, Cowell un cop més, insisteix que aquest grup no tindria èxit i que no li agradava la grossa, fent esment a Geri Halliwell.
Després de veure l'èxit que té una de les bandes a les que havia rebutjat, decideix crear la seva pròpia banda masculina i per això compta amb l'ajuda del seu amic i manager Louis Walsh, que li proposa un grup de cinc nois. En principi a Simon no li agrada la idea perquè no li agrada la imatge dels nois, segons Simon amb les seves pròpies paraules "eren massa lletjos". Louis decideix canviar a alguns components de la banda i aquest cop si funciona i formen el grup Westlife que es converteix en un èxit instantani i fins ara el major triomf de Simon Cowell.
L'any 2001, després d'haver anat a un concert dels Tres Tenors, va tenir una gran idea: li agradaven els tenors, però no l'òpera, i va pensar : "per què no provar amb un grup de joves cantants iniciats en òpera? ". Després d'un gran viatge per més de 17 països, va trobar a Carlos Marín (baríton, Espanya), David Miller, (tenor, Estats Units), Sébastien Izambard (veu popular, França) i a Urs Bühler (tenor, Suïssa) que van formar el grup Il Divo. Han aconseguit vendre més de 18.000.000 de còpies en més de 25 països.
És creador de formats televisius d'èxit a nivell mundial, com ara "The X Factor ", format que va causar sensació a Anglaterra i ha estat venut a canals de països de tot el món, com Rússia, Austràlia, Colòmbia i Espanya, Got Talent, un concurs de varietats que ja ha triomfat en més de divuit països, inclòs Espanya, on el va emetre Cuatro sota el nom de Tens talent i American Idol, un programa del qual han sortit grans estrelles com Kelly Clarkson o l'oscaritzada Jennifer Hudson, que a tot i no guanyar el programa, va tenir un gran èxit, pel que va ser sol·licitada per fer un paper secundari a la pel·lícula Dreamgirls, per la qual va ser guardonada com la millor actriu secundària en el lliurament de premis dels Oscar de l'any 2007. El seu major assoliment amb "The X Factor" ha estat sens dubte la guanyadora de la tercera edició, Leona Lewis, que va aconseguir batre tots els rècords a Anglaterra convertint-se en la cantant que més ràpid ha venut un àlbum debut en la història del Regne Unit, a més va ser número u als Estats Units cosa que no passava des de principis de la dècada dels 70 amb un artista britànic i es garanteix altre honor : ser el disc debut més venut als Estats Units per un artista del Regne Unit. A més va fer una aparició estel·lar al Show Automobilístic britànic Top Gear en la seva secció Star in a reasonably priced car (en català, "Un estrella en un cotxe de preu raonable"), aconseguint el tercer lloc en un Suzuki Liana.
Les últimes grans promeses de Simon són el grup britànic-irlandès One Direction, finalista de la setena temporada de The X Factor UK. El grup ha batut records de venda als Estats Units, ha guanyat molts premis en els seus 3 anys, i la més recent gran promesa, la jove cantant Cher Lloyd, guanyadora de The X Factor UK i Fifth Harmony, aconseguint el tercer lloc en l'última edició de The X Factor EUA.